# Phenylethanal
Phenylacetaldehyd oder Phenylethanal ist eine natürlich vorkommende aromatische Verbindung aus der Stoffgruppe der Aldehyde.

## Vorkommen

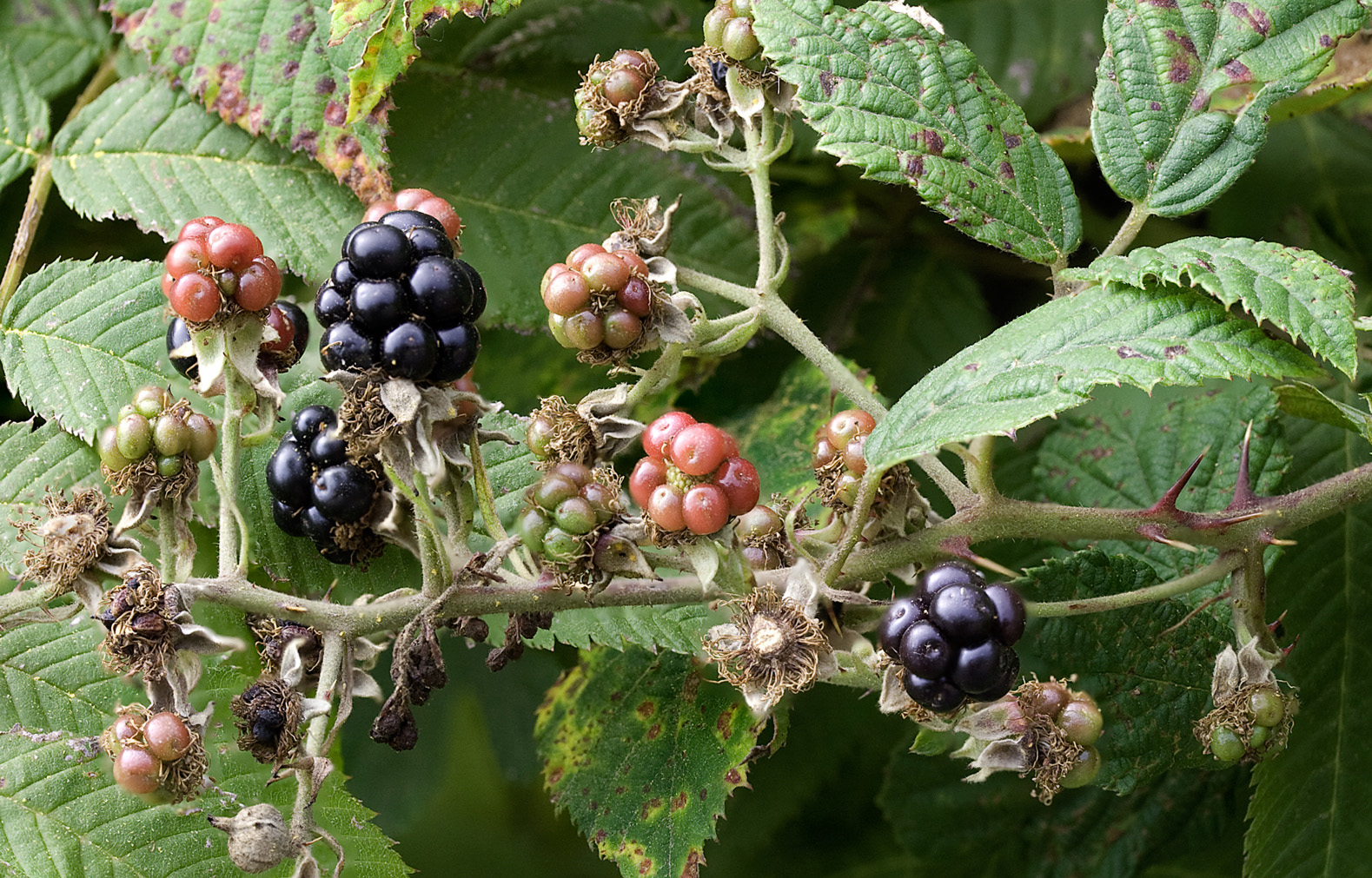
Brombeere

Phenylacetaldehyd wird im Ceylon-Zimtbaum, in Buchweizen (Fagopyrum esculentum), Gartenbohnen, Schokolade sowie vielen anderen Nahrungsmitteln gefunden. Auch in einer großen Zahl von Pflanzen kommt dieser Stoff als Geruchsstoff vor, unter anderem in Äpfeln, Brombeeren, Kartoffeln, Melonen, Pfirsichen, Tamarinden und Tomaten. In besonders hoher Konzentration kommt es im brasilianischen Blumenöl aus Lecythis usitata var. paraensis (28,20 %), im Mori–Blumenöl aus Eschweilera coriacea (2,40 %) und im Chicorée-Extrakt (1,04 %) vor.

## Gewinnung und Darstellung
Phenylacetaldehyd kann durch säurekatalysierte Isomerisierung von Styroloxid oder Oxidation von 2-Phenylethanol mit Chromsäure gewonnen werden.

## Eigenschaften
Wegen seiner Reaktivität als Aldehyd polymerisiert Phenylacetaldehyd bei Stehen an der Luft und wird dabei zähflüssiger. Bei der Selbstkondensation bildet sich vorwiegend 2,4,6-Tribenzyl-1,3,5-trioxan.
Der Flammpunkt liegt bei 87 °C.
Der Geruch wird als honig-süß, hyazinthenartig, grün und kakaoartig beschrieben, auch als orangenartig, rosenartig.
Phenylacetaldehyd ist neben anderen Stoffen ein Träger der antibiotischen Wirkung der Madentherapie.

## Verwendung
Industriell wird Phenylacetaldehyd in der Parfümherstellung verwendet, unter anderem auch als Tabakzusatzstoff, um das Aroma von Zigaretten zu verbessern. Die Aminosäure Phenylalanin kann mittels Strecker-Synthese aus Phenylacetaldehyd hergestellt werden.

## Physiologie
Viele Insekten (Schmetterlinge, Hautflügler, Käfer und Netzflügler) nutzen diesen Aldehyd für die chemische Kommunikation (Pheromon).